# Robert Ernest Smith
Robert Ernest Smith (Newport, 1917. június 23. – ?, 1986) walesi nemzetközi labdarúgó-játékvezető.

## Pályafutása

### Nemzetközi játékvezetés
A Walesi labdarúgó-szövetség Játékvezető Bizottsága (JB) terjesztette fel nemzetközi játékvezetőnek, a Nemzetközi Labdarúgó-szövetség (FIFA) 1952-től tartotta nyilván bírói keretében. Több nemzetek közötti válogatott és klubmérkőzést vezetett, vagy működő társának partbíróként segített. A walesi nemzetközi játékvezetők rangsorában, a világbajnokság-Európa-bajnokság sorrendjében többedmagával a 10. helyet foglalja el 2 találkozó szolgálatával. Az aktív nemzetközi játékvezetéstől 1962-ben búcsúzott. Válogatott mérkőzéseinek száma: 3.

#### Világbajnokság
A világbajnoki döntőhöz vezető úton Svájcba az V., az 1954-es labdarúgó-világbajnokságra a FIFA JB bíróként alkalmazta.
| Időpont            | Helyszín                         | Mérkőzés típusa           | Mérkőzés              | Eredmény | Nézők száma |
| ------------------ | -------------------------------- | ------------------------- | --------------------- | -------- | ----------- |
| 1953. november 11. | Goodison Park Stadion, Liverpool | előselejtező (3. csoport) | Anglia–Észak-Írország | 3 – 1    | 40 000      |

#### Európa-bajnokság
Az európai-labdarúgó torna döntőjéhez vezető úton Spanyolországba az II., az 1964-es labdarúgó-Európa-bajnokságra az UEFA JB játékvezetőként foglalkoztatta.
| Időpont             | Helyszín                       | Mérkőzés típusa             | Mérkőzés        | Eredmény | Nézők száma |
| ------------------- | ------------------------------ | --------------------------- | --------------- | -------- | ----------- |
| 1962. augusztus 12. | Dalymount Park Stadion, Dublin | selejtező kör (1. mérkőzés) | Írország–Izland | 4 – 2    | 20 246      |

#### Brit Bajnokság
1882-ben az Egyesült Királyság brit tagállamainak négy szövetség úgy döntött, hogy létrehoznak egy évente megrendezésre kerülő bajnokságot egymás között. Az utolsó bajnoki idényt 1983-ban tartották meg.
| Időpont            | Helyszín                         | Mérkőzés típusa | Mérkőzés              | Eredmény |
| ------------------ | -------------------------------- | --------------- | --------------------- | -------- |
| 1952. november 3.  | Hampden Park Stadion, Glasgow    | csoportmérkőzés | Skócia–Észak-Írország | 1 – 1    |
| 1953. november 11. | Goodison Park Stadion, Liverpool | csoportmérkőzés | Anglia–Észak-Írország | 3 – 1    |